# Flambeau du Centre FC
El Flambeau du Centre Football Club és un club de futbol de la ciutat de Gitega, Burundi.
El club va sorgir de l'acadèmia Le Messager FC, igual que el club Le Messager FC de Ngozi, esdevenint Académie Le Messager FC Gitega abans d'adoptar el nom Flambeau du Centre. La temporada 2017-18 ascendí a primera divisió, i el 2022 guanyà el seu primer títol de lliga.

## Palmarès
- Lliga burundesa de futbol:[5]
  - 2021–22
- Coupe de l'Unité:[6]
  - 2021